# Absolute Music 24
Absolute Music 24 er en kompilation i serien Absolute Music udgivet den 28. september 2000.

## Spor
1. The Corrs – "Breathless"
2. Melanie C – "I Turn To You"
3. Anastacia – "I'm Outta Love"
4. Aqua – "Bumble Bee"
5. Robbie Williams – "Rock DJ"
6. Aaliyah – "Try Again"
7. Zididada – "Zididada Day"
8. Brødrene Olsen – "Fly On The Wings Of Love
9. Kylie Minogue – "Spinning Around"
10. Rollo & King – "Ved Du Hvad Hun Sagde"
11. Sonique – "It Feels So Good"
12. Toploader – "Dancing In The Moonlight"
13. D-A-D – "Nineteenhundredandyesterday"
14. Toni Braxton – "He Wasn't Man Enough"
15. Sisqó – "Thong Song"
16. Ricky Martin feat. Meja – "Private Emotion"
17. Mary Mary – "Shackles (Praise You)"
18. Five + Queen – "We Will Rock You